# Det indiska reptricket
Det indiska reptricket är ett berömt trolleritrick som sägs ha utförts i Indien. Tricket finns återberättat i olika versioner men den vanligaste går ut på att en indisk man och hans son står bredvid ett långt rep som ligger på marken. Mannen får repet att slingra sig upp mot himlen som en orm. Sedan blir repet styvt och pojken klättrar upp i repet och försvinner bland molnen. När han inte kommer ner klättrar mannen efter med en sabel i bältet, även han försvinner bland molnen. Efter ett tag ramlar pojkens kroppsdelar ner från himlen. Mannen klättrar ner och lägger kroppsdelarna i en korg. Ur korgen hoppar pojken.
På senare tid har efterforskningar gjorts i ämnet, och man har kommit fram till att berättelsen är en sägen skapad så sent som 1890 av dagstidningen Chicago Tribune som var i behov av större upplaga. Sedan en artikel med berättelsen i publicerats spreds historien vidare, och under de följande åren utlovades stora summor pengar till den som kunde upprepa tricket.